# Olympus Guardian
Olympus Guardian (del coreano: 올림포스 가디언) es una serie de televisión animada de Corea del Sur basada en "Los mitos griegos y romanos en los cómics" (un total de 20 volúmenes) publicada por Gana Publishing Co., una editorial especializada en cómics. Desde el 11 de diciembre de 2002 hasta el 30 de julio de 2003, SBS, SBS Productions, SBSi, Gana Entertainment y Dongwoo Animation la convirtieron en una película animada y se emitió en SBS. Cuenta la historia de Ji-woo y Ji-yeon escuchando la mitología griega y romana de su padre, que trabaja como pintor.
En 2005, se proyectó la versión cinematográfica de la película animada "Olympus Guardian: Contraataque de Gigantes". RH Korea ha lanzado su colección completa de Olympus Guardian (un total de 70 volúmenes) basada en la caricatura a través de Random Kids, una marca especializada en niños.

## Sinopsis
Ji-woo y Ji-yeon entran al estudio de su padre, que trabaja como pintor, y sienten curiosidad cuando descubren un libro de mitología greco-romana en un escritorio. Ji-woo y Ji-yeon escuchan la historia de la mitología griega romana de su padre, y la animación comienza con las historias de los dioses del Olimpo.
Cronos teme que sus hijos se vean privados de su estatus y se los traga tan pronto como nacen. Sin embargo, la esposa de Cronos, Rea, no quería que su cruel esposo, Cronos, le robara a su hijo menor, Zeus, por lo que secretamente traga piedras y Zeus, el bebé, escapa a un lugar seguro para la criada.
A medida que pasa el tiempo, Zeus se convierte en adulto y escucha la historia de su nacimiento del espíritu del árbol, Dryad. Esto llevó a Zeus a encontrar una hierba que induce el vómito para salvar a sus hermanos y hermanas que Cronos se tragó, y se dirige al Templo del Olimpo cubierto de oscuridad.
Zeus, que fue al Templo del Olimpo, recurrió a su madre, Rea, en busca de ayuda. Rhea alimenta a Cronos con hierbas que inducen el vómito. Con la ayuda de Rea, los hermanos y hermanas de Zeus, que escaparon del cuerpo de Cronos, derrotaron a Cronos y rescataron el Templo del Olimpo.

## Personajes y actores de voz

### Doce dioses olímpicos
Zeus (actor de voz: Hong Si-ho (episodios 1-14, 16-39), Jang Gwang (episodio 15)): El dios supremo con un estilo para vivir en la forma y morir por la forma. Usa todas las posturas que cuentan con un ángulo dorado para que pueda usar la pose perfecta en cualquier momento y en cualquier lugar con la cámara encendida. La postura por sí sola es lo suficientemente carismática como para abrumar a otros dioses, pero siempre puede colapsar una vez. La acción es ágil, y se caracteriza por la tensión y la postura apretada que puedes sentir de un personaje de juego o un maestro de kung fu. El primer movimiento de la acción siempre muestra un movimiento fuerte-débil-débil.
Hera (actor de voz: Kang Hee-sun): La diosa suprema que siempre reina supremamente con un ambiente que menosprecia a las personas. Tiene un cuerpo y una postura que no se alteran por la tensión, y tiene una mirada aguda y un sentimiento que penetra el coqueteo de Zeus. Cuando sus ojos brillan con veneno, la relación entre el blanco de los ojos y las pupilas se vuelve 7:3. Ella protege a su familia como la diosa del matrimonio. Para aquellos que valoran a su familia, la sienten aún más suave y sagrada.
Poseidón (actor de voz: Ahn Jong-duk (episodios 1, 2), Kim Kwan-jin (episodios 3-6, 10, 32-39) y Shin Sung-ho (episodios 7, 13-25)): El dios del mar con una risa viva, fuerza fuerte, pensamientos simples y un cuerpo grueso como una montaña. Obtiene la mayor potencia con la menor cantidad de movimiento. Solo tiene poder aleatorio, su cabeza es simple y puede ser cubierto por las olas que creó. Aun así, no se mueve y sus ojos están muy abiertos. Actúa tan pronto como piensa "¡esto es todo!" pero sus oídos son finos y la palabra lo conmueve. Por el contrario, cuando la cabeza se complica, inmediatamente provoca una ola de molino de viento (Poseidón es una técnica que hace que las olas se hinchen girando el tridente en un círculo como una brújula con Poseidón como eje).
Hades (actor de voz: Kim Seung-tae (episodio 1), Hong Seung-sup (episodio 2-5), Gu Ja-hyung (episodio 22) y Kim Woo-jeong (episodio 35)): El dios del inframundo, caracterizado por una cara de póquer que no sabe lo que está pensando. Él somete a la multitud con sus ojos sombríos, labios bien cerrados, un cuerpo abierto y una voz fuerte. Tiene un carisma oscuro que es exactamente lo contrario de Zeus, pero también tiene una sensibilidad para disfrutar recitando poesía. Le gusta tomar el sol bajo la luz del sol que entra por las grietas del oscuro palacio subterráneo. La forma en que confiesa su amor con sus ojos sombríos es la más sexy entre los dioses masculinos.
Apolo (actor de voz: Uhm Tae-kuk (episodio 2), Son Won-il (episodio 3-7, 10-14, 17-39), Kim Seung-joon (episodio 8) y Yoon Bok-sung (episodio 15)): El dios de la música, la profecía y el sol. Entre los doce dioses del Olimpo, él es el más guapo y guapo, y es un dios maravilloso que la mayoría de las mujeres apoya absolutamente. Lleva una lira, le gusta tocar música y dispara bien su arco. Él golpea su cabello dorado con un golpe de cabeza, y las chicas tienden a enamorarse de los dientes brillantes entre sus labios sonrientes. Con un ambiente radiante como la imagen del sol, está llena de confianza y vitalidad, y habla con amabilidad. Habla y actúa manteniendo el camino de la moderación, pero cuando alguien va en su contra o daña su autoestima, se enfurece y siempre arma un lío a su alrededor. En particular, cuando alguien toca la autoestima, las acciones hablan más que las palabras, como si estuviera bajo hipnosis, y a veces se arrepiente después de cometer tal acción.
Artemis (actor de voz: Kim Hye-mi (episodio 2) y Woo Jung-shin (episodio 26-39)): La diosa de la caza y la luna. Está llena de salud y agilidad, por lo que no tiende a quedarse quieta durante largos períodos de tiempo en un solo lugar. Ella piensa y toma decisiones rápidamente y actúa rápidamente. Es pura y terca, pero admite rápidamente cuando se equivoca. Es una mujer de mal genio que llora y la golpea cuando está molesta, pero es la más femenina entre las diosas.
Atenea (actor de voz: Cha Myung-hwa (episodio 2-7, 11-17, 39), Woo Jung-shin (episodio 10) y Lee Mi-ja (episodio 32-35)): La diosa de la sabiduría invencible y la guerra. Por lo general, es reticente, pero es una diosa de la confianza y la presencia, lo suficiente como para poner nerviosos y concentrados a otros dioses con cada palabra que pronuncia. Siempre habla de lo básico y lo esencial, e incluso cuando bromea, suele estar de un humor serio. Tiene una pequeña gama de expresiones faciales y tiene un ambiente duro, por lo que tiene muchas admiradoras. Una vez que se enoja, destruye su entorno.
Hermes (actor de voz: Kim Young-sun): El dios de los viajeros, pastores, comerciantes y ladrones. Se caracteriza por una sonrisa pícara que te hace sentir varias trampas dando vueltas en su cabeza. Entre los doce dioses del Olimpo, es la deidad más rápida y ocupada que puede hacer la mayor parte del trabajo. Es una persona muy unida que siempre es educada y respetuosa con otros dioses. Es tan sociable que a cualquiera que vea a Hermes le gustará, y habla con dignidad divina a los humanos.
Afrodita (actor de voz: Choi Duk-hee (episodios 4-8, 10), Kim Jeong-ju (episodio 9) y Ji Mi-ae (episodios 22-39)): La diosa del amor y la belleza. Su cuerpo perfecto de 34-24-36, piel blanca escultural y rico cabello rubio son sus puntos de encanto. Por lo general, baja los ojos en silencio a la mitad y cuenta con una belleza elegante. Es una diosa que siempre mantiene los ojos de las personas, especialmente de los hombres, y una vez que endereza los ojos, todos los hombres pasan por alto sus fascinantes ojos. Tiene tanto elegancia como belleza sensual, y todas sus acciones y expresiones son relajadas. Habla despacio, aplaude y fascina. Cuando se enoja, se revuelve el cabello y su mirada se ve fría, y se convierte en un ambiente frío y fresco.
Hephaestus (actor de voz: Kim Kwan-jin): El dios del herrero que siempre hace las cosas en su propio estudio. Es el más aburrido y feo de los doce dioses del Olimpo. Es cojo y tiene problemas en las articulaciones de la espalda y las rodillas porque trabaja sentado. Sin embargo, tiende a centrarse en hacer reír a la gente. Tiene una destreza excelente y es meticuloso y perfecto en la producción de resultados, por lo que tiene un buen cerebro.
Ares (actor de voz: Hong Seung-sup (episodio 3, 4), Jung Seung-wook (episodio 17) y Ahn Jong-deok (episodio 23)): El dios de la guerra que siempre está armado y deambula por el campo de batalla. Vive en el campo de batalla, por lo que su armadura siempre está sucia. Se niega a acercarse a otros dioses debido a su cabello despeinado y sus ojos bestiales. Parece que está listo para pelear, ya que siempre tiene una personalidad retorcida con el cuerpo hacia adelante. Da fuerza a sus palabras y habla claro, pero el contenido siempre es simple, y "¡Vamos a pelear!" y "¡Vamos a deshacernos de él!" son los puntos principales de la conversación. Se sonroja frente a Afrodita, pero él hace lo mismo, solo que su rostro se sonroja. Cuando su ira llega al final de su cabeza, no puede hablar y da palmadas, diciendo: "¡Oh, no!".
Deméter (actor de voz: Lee Mi-ja): La diosa de la tierra y el grano. Tiene una sensación cálida del cuerpo y la cara. Siempre tiene una sonrisa amable y gentil, pero es tímida y a menudo conduce al desánimo. Cuando la tristeza se vuelve demasiado frenética, se libera un fuerte antagonismo que seca todo a su alrededor. Debido a sus ojos locos, donde solo puede ver una cosa que quiere, todos a su alrededor se sienten intimidados y ni siquiera pueden acercarse a ella. También se pone nerviosa cuando Deméter está enojada con otros dioses, pero es la única que se enoja mucho cuando se reconoce que está enojada.

### Cuentista
Padre de Ji-woo y Ji-yeon (actor de voz: Lee Bong-jun): Es un pintor de poco más de 40 años y tiene un rostro cariñoso y sonriente. Ji-woo y Ji-yeon son niños a los que valoran, pero tratan de corregir las peleas familiares, los robos y las mentiras. Es un padre aterrador cuando está enojado, pero también es un padre débil que tiene el corazón roto en un lugar oscuro cuando está enojado.
Ji-woo (actor de voz: Lee Mi-ja): Un niño de quinto de primaria que tiene un cerebro rápido y mucha alegría. Tiene un fuerte sentido del escepticismo, pero hace concesiones de manera realista frente al peligro que enfrenta. Pero cuando alguien más está en una situación de injusticia, intenta ayudar. No es muy bueno en los deportes, pero también es el tipo de persona que se mueve con una fuerza que no tendría si tuviera una causa. Tiene un poco de fanfarronería, por lo que se llama a sí mismo un genio, pero de hecho practica cuando no hay nadie presente. A menudo regaña a su hermana menor, Ji-yeon, pero en realidad lo hace por su propia hermana, por lo que a veces mueve cosas. En sus momentos de crisis, también tiene dignidad y responsabilidad, ya que actúa para proteger a su hermana menor.
Ji-yeon (actor de voz: Woo Jung-shin): Una niña linda y adorable en el segundo grado de la escuela primaria. Su interés reciente es el amor y está muy preocupada por su apariencia. Siempre lleva un espejo y lo llama "La princesa del espejo". Es tan rápida para soñar despierta que a menudo se aturde. Ella tiene un temperamento cuando alguien más tiene un peinado más bonito que ella o tiene algo bonito, y odia cuando otros la imitan, por lo que se desanima cuando usa la misma ropa. Está tan apegada y orgullosa de las cosas que una vez compró. Cuando ve algo repugnante como un insecto, grita, pero cuando ve un monstruo aterrador, no tiene sentido de la realidad y es bastante aburrida.

## Episodios
Las fechas entre paréntesis indican la fecha en que se emitió por primera vez el episodio.
- Episodio 1: Dioses del Olimpo (올림포스의 신들, fecha de emisión: 11 de diciembre de 2002)
- Episodio 2: Fuego de Prometeo (프로메테우스의 불, fecha de emisión: 12 de diciembre de 2002)
- Episodio 3: La caja de Pandora (판도라의 상자, fecha de emisión: 18 de diciembre de 2002)
- Episodio 4: Amor y Alma - Parte I (사랑과 영혼 1부, fecha de emisión: 25 de diciembre de 2002)
- Episodio 5: Amor y Alma - Parte II (사랑과 영혼 2부, fecha de emisión: 26 de diciembre de 2002)
- Episodio 6: ¿Quién es la diosa más hermosa? (가장 아름다운 여신은?, Fecha de emisión: 2 de enero de 2003)
- Episodio 7: Atenea y Arachne (아테나와 아라크네, Fecha de emisión: 8 de enero de 2003)
- Episodio 8: Historia de hermes (헤르메스 이야기, fecha de emisión: 9 de enero de 2003)
- Episodio 9: Historia de Atalanta (아탈란테 이야기, Fecha de emisión: 15 de enero de 2003)
- Episodio 10: Daphne convertida en laurel (월계수가 된 다프네, Fecha de emisión: 16 de enero de 2003)
- Episodio 11: Baucis y Philemon (바우키스와 필레몬, fecha de emisión: 22 de enero de 2003)
- Episodio 12: Belerofonte y Pegasus (벨레로폰과 페가수스, fecha de emisión: 23 de enero de 2003)
- Episodio 13: Las aventuras de Perseo - Parte I (페르세우스의 모험 1부, Fecha de emisión: 29 de enero de 2003)
- Episodio 14: Las aventuras de Perseo - Parte II (페르세우스의 모험 2부, Fecha de emisión: 30 de enero de 2003)
- Episodio 15: Alas de Icaro (이카로스의 날개, fecha de emisión: 5 de febrero de 2003)
- Episodio 16: Zeus e Io (제우스와 이오, fecha de emisión: 6 de febrero de 2003)
- Episodio 17: Cadmo y el Dragón de Ares (카드모스와 아레스의 용, Fecha de emisión: 12 de febrero de 2003)
- Episodio 18: Eco y Narciso (에코와 나르키소스, fecha de emisión: 19 de febrero de 2003)
- Episodio 19: Midas, mano de oro (황금의 손 미다스, fecha de emisión: 26 de febrero de 2003)
- Episodio 20: Phrixus y Helle (프릭소스와 헬레, fecha de emisión: 5 de marzo de 2003)
- Episodio 21: Orfeo y Eurídice (오르페우스와 에우리디케, Fecha de emisión: 12 de marzo de 2003)
- Episodio 22: Amor de Hades (하이데스의 사랑, fecha de emisión: 19 de marzo de 2003)
- Episodio 23: El nacimiento de Hércules (영웅 헤라클레스의 탄생, Fecha de emisión: 26 de marzo de 2003)
- Episodio 24: Doce trabajos de Hércules (영웅 헤라클레스의 12가지 과업, fecha de emisión: 2 de abril de 2003)
- Episodio 25: Resurrección de Hércules (영웅 헤라클레스의 부활, Fecha de emisión: 9 de abril de 2003)
- Episodio 26: Amor de artemisa (아르테미스의 사랑, fecha de emisión: 23 de abril de 2003)
- Episodio 27: Argonautas - 50 Heroes (아르고 원정대 50인의 영웅, fecha de emisión: 30 de abril de 2003)
- Episodio 28: Argonautas - en busca de la oveja dorada (아르고 원정대 황금 양털을 찾아서, fecha de emisión: 7 de mayo de 2003)
- Episodio 29: Teseo y Minotauro (테세우스와 미노타우로스, Fecha de emisión: 14 de mayo de 2003)
- Episodio 30: El carro dorado de Paeton (파에톤의 황금마차, Fecha de emisión: 21 de mayo de 2003)
- Episodio 31: Las aventuras de Odiseo - Parte I (오딧세우스의 모험 1부, Fecha de emisión: 28 de mayo de 2003)
- Episodio 32: Las aventuras de Odiseo - Parte II (오딧세우스의 모험 2부, Fecha de emisión: 4 de junio de 2003)
- Episodio 33: Las aventuras de Odiseo - Parte III (오딧세우스의 모험 3부, Fecha de emisión: 11 de junio de 2003)
- Episodio 34: La historia de Aquiles (아킬레우스 이야기, Fecha de emisión: 18 de junio de 2003)
- Episodio 35: Caballo de Troya (트로이 목마, Fecha de emisión: 2 de julio de 2003)
- Episodio 36: Eos y Tithonus (에오스와 티토노스, Fecha de emisión: 9 de julio de 2003)
- Episodio 37: Una historia no contada - Flores (못다한 이야기 - 꽃, Fecha de emisión: 16 de julio de 2003)
- Episodio 38: Una historia no contada - Monstruo (못다한 이야기 - 괴수, Fecha de emisión: 23 de julio de 2003)
- Episodio 39: Una historia no contada - Constelación (못다한 이야기 - 별자리, Fecha de emisión: 30 de julio de 2003)

## Personajes teatrales y actores de voz
- Tritón: Oh Seung-yoon
- Cardia: Woo Jung-shin
- Eurymedon: Lee Jung-goo
- Herma: Jung Mi-sook
- Zeus: Jang Gwang
- Hera: Kang Hee-sun
- Atenea: Yoon So-ra
- Hades: Seol Young-bum
- Poseidón: Hong Sung-hun
- Anfitrite: Yoon Sung-hye
- Artemisa: Bae Jung-mi
- Apolo: Son Won-il
- Ares: Lee Chul-yong
- Hermes: Kim Young-sun
- Deméter: Lee Ja-myung
- Sid: Lee Ja-myung
- Piel de foca: Lee Jung-hyun
- Madre de Cardia: Lee Han-na
- Gigantes: Lee Dong-hyun, Ra Young-won, Kim Jun